# Point d'exclamation
« ! » redirige ici. Pour les autres significations, voir ! (homonymie).
Un point d'exclamation, autrefois appelé point d'admiration, est un signe de ponctuation fort qui se met à la fin d'une phrase exclamative, à la place du point.

## Usage

### Utilisation
La phrase que termine un point d'exclamation peut soit être une véritable exclamation (« Oh ! »), soit être un ordre (« Halte, vous avez enfreint la loi ! »), ou encore souligner un fait remarquable (« Cet animal est vraiment gigantesque ! »), la surprise, l'exaspération ou l'admiration. À la rigueur, presque n'importe quelle phrase déclarative peut avoir son point simple remplacé par un point d'exclamation pour augmenter l'emphase. L'intonation est montante.
Une phrase exclamative ou une interjection doit toujours se terminer par un point d'exclamation.
La phrase « Quelle belle journée ! » prend donc obligatoirement un point d'exclamation. En revanche, la phrase précédemment citée « Cet animal est vraiment gigantesque ! » peut également s'écrire « Cet animal est vraiment gigantesque. », si on ne souhaite pas trop accentuer l'effet. Si on met par écrit des propos d'abord prononcés, c'est l'intonation qui indique s'il faut placer un point d'exclamation.

### Critique sur l'usage abusif
Un usage trop fréquent du point d'exclamation est en général considéré comme un appauvrissement du langage, en distrayant le lecteur et en affaiblissant la signification du signe en lui-même.
« Enlevez-moi tous ces points d'exclamation. Un point d'exclamation est comme rire de vos propres plaisanteries. »
— F. Scott Fitzgerald (traduit de l'anglais)

### Typographie
En typographie, « clam » désigne familièrement le point d'exclamation, par aphérèse et apocope (exclamation).
En France, en imprimerie, il est d'usage d'insérer une espace fine insécable avant le point d'exclamation, ou, à défaut, dans les logiciels où cette espace est indisponible, d'insérer une espace normale insécable. Dans les traitements de texte, celle-ci est d'ailleurs automatiquement insérée avant les signes de ponctuation qui doivent être précédés d'une telle espace.
Au Canada, le point d'exclamation se place, sans espace, directement après la dernière lettre de la phrase, ou avec une espace fine insécable si elle est disponible.
En typographie suisse, on met une espace fine insécable ou, si elle n'est pas disponible, pas d'espace du tout.
Dans le cas des marques ou des toponymes incorporant un point d'exclamation dans le nom, on traite ce signe comme la dernière lettre du mot. On peut donc écrire « Une entreprise a proposé de racheter Yahoo!. » ou « Nous irons à Saint-Louis-du-Ha! Ha!. ».
Le point d'exclamation, tout comme les points d'interrogation ou de suspension, est suivi par une majuscule lorsqu'il est placé en fin de phrase, et non lorsqu'il ne sert qu'à en détacher les éléments successifs.

« Ah ! non ! c'est un peu court, jeune homme !

On pouvait dire… Oh ! Dieu !… bien des choses en somme… »

— Edmond Rostand, Cyrano de Bergerac (I, 4)

« C'est la femme d'un autre ! ô jalousie affreuse ! »

— Victor Hugo, Ruy Blas (II, 3)

## Origines
L’origine du point d’exclamation est incertaine. Une des théories[Laquelle ?] voudrait que ce symbole vienne de l'exclamation de joie, io en latin, qui a été abrégée d'un i au-dessus d'un o.
Il est plus probable que ce signe provienne de notation musicale. Vers 1360, Iacopo Alpoleio da Urbisaglia, l’auteur de Ars punctuandi, revendique l’invention du point d’exclamation (alors appelé point admiratif), composé d’une barre penchée à droite et de deux points au-dessous – rappelant la forme du scandicus, neume (notation musicale), marquant des notes ascendantes.
La première utilisation connue du point admiratif est dans le manuscrit De nobilitate legum et medicinae de 1399 de Coluccio Salutati, chancelier de Florence et humaniste.
C’est avec le développement de l’imprimerie que le point d’exclamation prend sa forme actuelle.On le retrouve notamment au XVe siècle dans le Psautier de Mayence de Peter Schöffer et Johannes Fust publié en 1457.
En France, on le retrouve avec d’autres signes de ponctuations récents dans le romain chez Freiburger, Gering et Kranz à Paris dès 1470, et chez Michel Toulouse à Paris en 1472.On le retrouve près de cinquante ans plus tard, après une période où la bâtarde et la gothique traditionnelles ont repris le dessus, dans la Grammatografia de Jacques Lefèvre d’Étaples éditée chez Simon de Colines en 1529, et au XVIe siècle dans des œuvres de Rabelais ou Clément Marot édités par Étienne Dolet.

## Emploi

### Dans les noms propres
L'emploi du point d'exclamation est courant dans la publicité. Certaines marques ont même inclus le signe de ponctuation dans leurs noms (par exemple, le jeu télévisé Jeopardy!).
Étonnamment, certaines villes possèdent un point d'exclamation dans leurs noms : Westward Ho! au Royaume-Uni, nommée d'après le roman de Charles Kingsley, et Saint-Louis-du-Ha! Ha! au Canada.
On notera également le groupe de musique américain !!! ainsi que la chanteuse américaine P!nk. Le groupe de rock français Téléphone était, à ses débuts, aussi appelé « ! ».

### Dans les langues étrangères
- L'anglais, l'allemand, l'italien ou l'espagnol ne mettent pas d'espace avant le caractère.

Dans certaines langues, comme en espagnol depuis le XVIIIe siècle, la phrase exclamative commence par un point d'exclamation inversé (¡) et se termine par un point d'exclamation classique (la même règle existe pour la phrase interrogative avec le point d'interrogation inversé (¿)).
« ¡Amor, ayuda al deseo, puesto que me pusiste en él! » (Amour, aide du désir, comme tu me posas en lui !), Miguel de Cervantes
Cependant, cette convention orthographique est parfois ignorée en dactylographie rapide ou parce que le caractère inversé n'existe pas sur les claviers couramment utilisés, ou encore parce qu'il est considéré comme facultatif en galicien et en catalan[réf. nécessaire].
Le point d'exclamation est aussi utilisé en chinois, en coréen et en japonais.
Le point d'exclamation s'écrit très différemment en arménien (՜).

### Dans la littérature

#### Littérature étrangère
Le Point d'exclamation est le titre d'une nouvelle d'Anton Tchekhov, dans laquelle un fonctionnaire s'aperçoit qu'en quarante ans de carrière il n'a jamais eu l'occasion d'écrire un seul point d'exclamation dans ses documents administratifs.

### Signalétique

Témoin du tableau de bord.

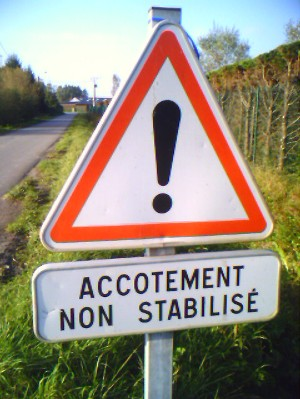
Sur les panneaux de signalisation routière, le point d'exclamation indique un danger.

Le point d'exclamation est aussi utilisé pour signaler un danger. On le voit notamment sur des panneaux de signalisation routière en Europe, où il est à l'intérieur d'un triangle rouge. En France, le panneau de signalisation A14 indique la proximité d’un danger situé à une distance d’environ 150 mètres en rase campagne et 50 mètres en agglomération. En Belgique, le panneau de signalisation A51 a la même fonction.
Il est présent aussi dans les boîtes de dialogue en informatique, généralement pour indiquer qu'une erreur mineure s'est produite ou pour demander une confirmation à l'utilisateur avant d'exécuter une opération importante (comme effacer un fichier, par exemple), ou pour indiquer qu'aucun résultat n'a été trouvé (Erreur HTTP 404 par exemple).
Sur un tableau de bord, il symbolise une alarme au niveau du frein de stationnement.

### Dans les bandes dessinées
Un point d'exclamation dessiné à côté de la tête d'un personnage de bande dessinée indique que le personnage est surpris. Il se peut qu'on en place plusieurs les uns à la suite des autres — éventuellement mélangés à des points d'interrogation — pour marquer une surprise encore plus grande. Dans les bandes dessinées comiques, on peut trouver un usage volontairement abusif de ces points.

### En mathématiques
En mathématiques, le symbole « ! » désigne la factorielle. La factorielle d'un nombre entier naturel non nul est le produit de tous les entiers de 1 jusqu'à ce nombre. Par convention, la factorielle de 0 est 1. Par exemple, 4! (lu « factorielle [de] 4 ») est égal à 4×3×2×1=24.
On a donc la relation de récurrence (n+1)! = (n+1) × n!, valable pour tout entier naturel n vu la convention 0!=1.
Le symbole « ! » désigne aussi l'unicité quand il suit le symbole d'existence, par exemple
{\displaystyle \exists !\,n\in \mathbb {N} ,\ n-2=3}
signifie qu'il existe un unique entier naturel {\displaystyle n} tel que {\displaystyle n-2=3} (cet entier valant ici 5).
Aussi, le point d'exclamation change la signification du symbole ∃ « il existe au moins un… » en ∃! « Il existe un seul et unique… ».

### En informatique
Le point d'exclamation est représenté en informatique par le caractère Unicode et ASCII 33 ou 0x0021.
Le point d'exclamation inversé (¡) correspond au caractère Unicode 161 (0x00A1) et peut s'écrire sous certains systèmes d'exploitation grâce à la combinaison ALT + 173.
Le symbole « ! » est aussi employé dans différents langages de programmation, notamment pour représenter une négation logique (par exemple : « A != B » signifie « A n'est pas égal à B », « !(A OR B) » signifie « ni A ni B »), ou une absence (par exemple : « !A » signifie « pas A » ou « A = 0 »).
La séquence "#!" (appelée shebang) est utilisée notamment en entête des scripts UNIX.
Il existe aussi un caractère Unicode pour le double point d’exclamation : ‼

### Aux échecs
En notation algébrique, « ! » signale un bon coup, « ‼ » un coup excellent, « !? » un coup intéressant et « ?! » un coup douteux (le point d'interrogation désigne un mauvais coup, donc dans les deux derniers cas, les signes s'atténuent mutuellement). Dans tous les cas, il s'agit de symboles subjectifs.

### Marques
Certaines marques utilisent le point d'exclamation comme caractère inclus dans le nom. On peut citer Yahoo! ou le manga Haikyū!!.

### Jeux vidéo
Le point d'exclamation est un des symboles de la série de jeux vidéo Metal Gear : en effet, lorsqu'un garde dans le jeu découvre le joueur, un point d'exclamation apparaît au-dessus de sa tête.
Il en va de même dans le jeu XIII (adapté de la série de bandes dessinées éponyme) où les graphismes de bande dessinée font souvent appel au point d'exclamation dans une action ou lorsqu'un ennemi aperçoit le joueur.
Dans la saga Max Payne, le point d'exclamation signale une action à exécuter sur l'environnement.
Souvent dans les MMORPG, un personnage qui vous délivre une quête à suivre ou un objectif à réaliser est désigné par un point d'exclamation au-dessus de lui.

### Sources
- [Barroy 2010] Gérard Barroy, Mise au point sur la virgule : essai, Paris, L’Harmattan, 2010, 89 p. (ISBN 978-2-296-12465-3, présentation en ligne)
- [Catach 1968] Nina Catach, L’orthographe française à l’époque de la Renaissance : auteurs, imprimeurs, ateliers d’imprimerie, Genève, Droz, 1968
- [Eveleth 2012] (en) Rose Eveleth, « The History of the Exclamation Point », Smithsonian.com,‎ 9 août 2012 (lire en ligne, consulté le 23 avril 2014)
- [Uribe 2009] Pedro Uribe Echeverria, « Points d’exclamation et de suspension : cris et chuchotements », L’Express.fr,‎ 30 juillet 2009 (lire en ligne)
- [Steenbakkers 1994] (en) Piet Steenbakkers, Spinoza’s Ethica from Manuscript to Print : studies on text, form and related topics, Assen, Van Gorcum, 1994, 206 p. (ISBN 90-232-2963-0, présentation en ligne)
- [Vezin 1990] Jean Vezin, « La ponctuation aux XIIIe, XIVe, XVe siècles », dans Henri-Jean Martin et Jean Vezin, Mise en page et mise en texte du livre manuscrit, Paris, Éditions du cercle de la librairie – Promodis, 1990 (ISBN 2765404461)

### Autres caractères
- Point d'interrogation culbuté (¡)
- Double point d'interrogation (‼)
- Point exclarrogatif (‽)
- Point exclarrogatif culbuté (⸘)
- Panneau de signalisation de danger (⚠)
- Point d'exclamation en pleine chasse (！)

Le point d'exclamation dans plusieurs langues.
- Point d'exclamation arménien ( ՜)
- point d'exclamation n'ko (߹)